# Wertkauf
Wertkauf war ein deutscher Einzelhandelskonzern, der bis zur Übernahme durch die US-Supermarktkette Walmart 21 Märkte hatte. Die Hauptverwaltung des Konzerns war in Karlsruhe.

## Geschichte

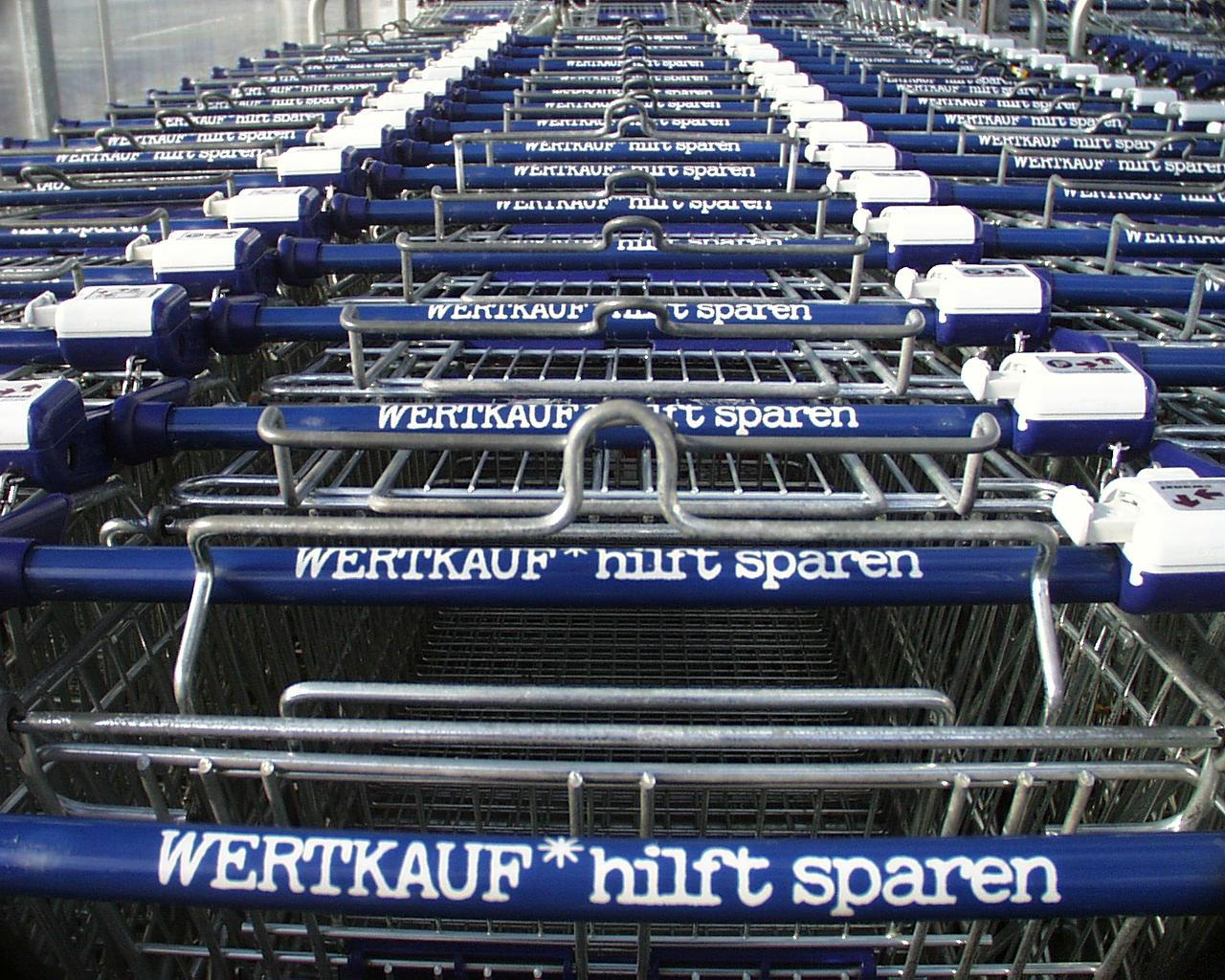
Das letzte Wertkauf-Logo auf Griffen von Einkaufswagen

Die erste Filiale öffnete im Jahr 1958 in Karlsruhe. Auf einer Verkaufsfläche von etwa 3.500 m² wurden anfangs keine Lebensmittel angeboten. Bereits vor Mitte der 1960er-Jahre war der Laden ein Voll-Sortimenter. 1966 wurde in Freiburg im Breisgau ein Wertkauf-Center mit 3.500 m² eröffnet. Das neue Karlsruher Einkaufszentrum aus Mitte des Jahrzehnts wurde am 26. August 1969 bei einem der schlimmsten Großbrände in der Geschichte der Stadt fast völlig zerstört. Danach wurde es an gleicher Stelle neu und leicht vergrößert wieder aufgebaut.
Acht Jahre später wurde das zweite Verkaufshaus in Freiburg eröffnet, dessen Fläche 6.000 m² betrug. Im Jahre 1968 errichtete das Unternehmen das zu diesem Zeitpunkt größte europäische SB-Warenhaus im Münchner Euro-Industriepark mit einer Verkaufsfläche von 13.500 m². Zu den Neuerungen zählte die Lagerhaltung in Hochregalen direkt in den Märkten; auch während der Öffnungszeiten wurden die Waren per Gabelstapler umgeschlagen.
Im Zuge der Auflösung wurden einzelne Standorte der SB-Warenhauskette mehr Wert 1976 an Wertkauf veräußert. Zum 1. Januar 1977 übernahm Wertkauf 10 Märkte der Latscha-Gruppe. Die unter Kaufpark laufenden Standorte mit rund 720 Mitarbeitern wurden dabei bereits im August 1976 durch einen Vertrag übernommen, es bedurfte nur noch der kartellrechtlichen Zustimmung. Zum Januar 1977 flaggten die Filialen auf Wertkauf um.

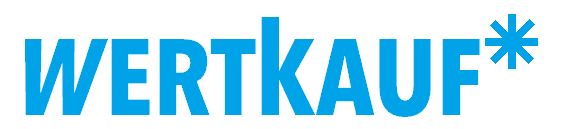
Das alte Wertkauf-Logo der 1970er Jahre

Bis zuletzt erwirtschaftete die Kette mit ca. 6.000 Mitarbeitern einen Jahresumsatz von bis zu 1,5 Milliarden Euro.
Eigentümer war Hugo Mann (und seine Frau Rosmarie, geb. Porst), der auch die Möbelkette Mann Mobilia gegründet hatte, aus der sich später Wertkauf entwickelte und dann abgespalten wurde.

### Verkauf
Im Jahr 1997 wurden die Wertkauf-Märkte an die amerikanische Handelskette Walmart verkauft. Nach wirtschaftlichem Misserfolg wurde 2006 das gesamte Deutschlandgeschäft von Walmart an die Metro Group weiterverkauft, die ehemaligen Wertkauf-Center wurden unter der Marke real weitergeführt. Im Zuge der Zerschlagung reals (2020–2022) wurden die Märkte an andere Mitbewerber (vor allem Kaufland und Edeka) verkauft oder geschlossen.
Rückwirkend zum 1. Juli 2005 wurde auch die Möbelkette Mann Mobilia in Mannheim, Karlsruhe, Wiesbaden, Dreieich, Ludwigsburg, Freiburg und Eschborn von der österreichischen XXXLutz-Gruppe mit Sitz in Wels übernommen. Im Zuge der Übernahme wurde die Hauptverwaltung in Karlsruhe aufgelöst.

## Ehemalige Standorte
| Standort                                                     | Weiterführung als | heute (2022) / nach Real                                                               | Bemerkungen                                     |
| ------------------------------------------------------------ | ----------------- | -------------------------------------------------------------------------------------- | ----------------------------------------------- |
| Bremen, Duckwitzstraße 55                                    | Wal-Mart, Real    | Marktkauf (seit 30. September 2021)                                                    | später Teil des Einkaufsparks Duckwitz          |
| Darmstadt, Eschollbrücker Straße                             | Wal-Mart, Real    | Marktkauf (seit 25. Oktober 2021)                                                      |                                                 |
| Dortmund-Oespel, Wulfshofstraße                              | Wal-Mart, Real    | Kaufland (seit 20. Oktober 2021)                                                       | im Einkaufszentrum und Gewerbegebiet „Indupark“ |
| Dreieich-Sprendlingen (Kreis Offenbach), Robert-Bosch-Straße | Wal-Mart, Real    | Kaufland (seit 2. März 2022)                                                           |                                                 |
| Freiburg, Gundelfinger Straße                                | Wal-Mart, Real    | Marktkauf (seit 27. Juni 2022)                                                         |                                                 |
| Heidenau (bei Dresden), Hauptstraße 1–3                      | Wal-Mart, Real    | Kaufland (seit 22. Mai 2025), davor leerstehend (seit 22. März 2024), vorher mein Real |                                                 |
| Gießen, Gottlieb-Daimler-Straße                              | Wal-Mart, Real    | Kaufland (seit 27. Oktober 2021)                                                       | im Einkaufszentrum „Westoria Gießen“            |
| Göttingen, KaufPark                                          | Wal-Mart, Real    | Kaufland (seit 1.7.2022)                                                               |                                                 |
| Göttingen, Lutteranger                                       | Real              | Kaufland seit Mai 2022, geschlossen (Stand 3.2025; soll Ende 2025 wieder eröffnen).    |                                                 |
| Groß-Gerau, Mainzer Straße                                   | Wal-Mart, Real    | EDEKA center (seit 5. April 2022)                                                      |                                                 |
| Ingelheim, Nahering                                          | Wal-Mart, Real    | Weiterführung als mein real (seit 1. Juli 2022)                                        |                                                 |
| Karlsruhe, Durlacher Allee                                   | Wal-Mart, Real    | Kaufland (seit 25. November 2021)                                                      | später Teil des Durlach Centers                 |
| Maintal-Dörnigheim (bei Frankfurt), Wingertstraße 39–43      | Wal-Mart, Real    | leerstehend (Schließung zum 30. September 2021)                                        |                                                 |
| Mainz-Weisenau, Weberstraße                                  | Wal-Mart, Real    | EDEKA Scheck-In Center (seit 2016)                                                     | Schließung als Real im Jahr 2015                |
| Mannheim, Spreewaldallee                                     | Wal-Mart, Real    | Globus (seit 19. Mai 2022)                                                             | später Teil des EKZ Kurpfalz-Zentrum            |
| München, Euro-Industriepark                                  | Wal-Mart, Real    | V-Markt                                                                                | Schließung als Real im Oktober 2009             |
| Oststeinbek (bei Hamburg), Willinghusener Weg                | Wal-Mart, Real    | Kaufland (seit 30. März 2022)                                                          |                                                 |
| Raunheim, Flörsheimer Straße                                 | Wal-Mart, Real    | EDEKA center Haller                                                                    |                                                 |
| Sulzbach, Main-Taunus-Zentrum                                |                   |                                                                                        |                                                 |
| Siegen, Eiserfelder Straße                                   | Wal-Mart, Real    | Globus (ab Herbst 2022)                                                                |                                                 |
| Wetzlar, Südstadt, Hörnsheimer Eck                           | Wal-Mart, Real    | Weiterführung als mein real (seit 1. Juli 2022)                                        |                                                 |
| Wiesbaden, Äppelallee 69                                     | Wal-Mart, Real    | Kaufland (seit 27. Mai 2022)                                                           |                                                 |
| Wiesbaden, Mainzer Straße 110                                | Wal-Mart, Real    | unklar (Schließung zum 31. Januar 2022)                                                |                                                 |
| Würzburg, Nürnberger Straße                                  | Wal-Mart, Real    | Kaufland (seit 17. Juni 2022)                                                          | Eröffnung am 30. September 1976                 |